# Ocho mujeres (obra de teatro)
Véase también 8 mujeres, sobre la película de François Ozon.
Ocho mujeres (Huit Femmes) es una obra de teatro escrita por Robert Thomas y estrenada el 28 de agosto de 1961 en París.

## Sinopsis
En 1950, en una mansión de las afueras de una ciudad, ocho mujeres se preparan para celebrar la fiesta de Navidad. Marcel, el dueño de la casa, es asesinado de una cuchillada en la espalda. Las ocho mujeres presentes son sospechosas. A lo largo de la función se desvela que cada una de ellas tenía motivos para matarlo. 
Después, se descubre que todo ha sido un montaje preparado entre Marcel y su hija pequeña para gastar una broma al resto de la familia. 
Al final, se oye un disparo: Marcel, al oír lo que piensan de él las mujeres que lo rodean, se ha suicidado.

## Personajes
- Gaby: La esposa del difunto, que tiene intención de abandonarlo la noche de su muerte.
- Augustine: Hermana de Gaby y enamorada secretamente del difunto.
- Louise: La criada de la casa, amante de Marcel.
- Pierrette: Mujer que ha sido estríper y es hermana de Marcel.
- Mamy: Suegra de Marcel.
- Catherine: Hija pequeña de Marcel.
- Chanel : Ama de llaves, que ha educado a Suzon y a Catherine.
- Suzon: hija mayor de Marcel, que está embarazada y estudia en las afueras del pueblo.

## Representaciones destacadas
- Teatro: Estreno (1961) en el Teatro Eduardo VIII de París. Intérpretes: Mony Dalmès (Gaby), Corinne Le Poulain (Suzon), Bernadette Robert (Catherine), Madeleine Clervanne (Mamy), Jacqueline Jefford (Augustine), Madeleine Barbulée (Chanel), Nadia Barentin (Louise), Claude Génia (Pierrette).

- Cine (2002): 8 mujeres, de François Ozon, con Catherine Deneuve, Fanny Ardant, Isabelle Huppert y Danielle Darrieux, entre otras.

### Representaciones en español
- Teatro (1961) en el Teatro Infanta Isabel de Madrid. 
  - Adaptación: José Luis Alonso.
  - Intérpretes: María Luisa Ponte, Amparo Gómez Ramos, Ana María Vidal, Consuelo Company, Julia Martínez, María Francés, Cándida Losada, Mercedes Barranco.

- Televisión en el espacio Estudio 1 de TVE (29 de junio de 1973). 
  - Intérpretes: Susana Canales (Gaby), Cándida Losada (Agustina), Ana Carvajal (Luisa), Mercedes Barranco (Pierrette), Tota Alba (Mamy), Enriqueta Carballeira (Catherine), Tina Sáinz (Susy), Aurora Redondo (Chanel).

- Televisión en el espacio Estudio 1 de TVE (27 de abril de 1980). 
  - Intérpretes: Marisa de Leza (Gaby), Esther Gala (Agustina), Amparo Soto (Luisa), Mari Paz Ballesteros (Pierrette), Amelia de la Torre (Mamy), Nuria Gallardo (Catherine), Natalia Dicenta (Susy), Maruchi Fresno (Chanel).

- Televisión en el espacio Primera función de TVE (27 de julio de 1989).
  - Intérpretes: Paca Gabaldón, Cándida Losada, Ágatha Lys, María Luisa Merlo, Julia Trujillo, Silvia Marsó (Susy).
- Teatro (octubre de 1999, Teatro Fígaro de Madrid). 
  - Intérpretes: Queta Claver, Elisenda Ribas, Elena Maurandi, Ana Labordeta, María Luisa Merlo, Verónica Luján, Eva Higueras, Yolanda Farr.

- Teatro (2009-2010, Teatro Manolo Fábregas[1] de la Ciudad de México) con el nombre de Las Arpías. 
  - Intérpretes: Victoria Ruffo, Ofelia Medina, Maria Rubio, Magda Guzmán, Ana Patricia Rojo, Patricia Reyes Spindola, Adriana Fonseca y Niurka Marcos.

- Teatro (2011, Teatro Tabarís, Buenos Aires).
  - Intérpretes: Norma Pons, Hilda Bernard, Emilia Mazer, Mónica Villa, María Leal, Cecilia Dopazo, Silvia Pérez y Violeta Urtizberea.

- Teatro (2012, Teatro Under Movie, Montevideo). 
  - Intérpretes: Cecilia Sánchez, Lorena Pariente, Dulce Polly, Federico Longo, Leonor Svarcas, María Mendive, Valeria Piana, Victoria Novick, Victoria Rodríguez.